# Stewart Sharpless
Stewart Lane Sharpless (* 29. März 1926 in Milwaukee; † 19. Januar 2013) war ein US-amerikanischer Astronom, der die Struktur der Milchstraße untersuchte.
Stewart Sharpless war Professor Emeritus im Department of Physics and Astronomy der University of Rochester.